# Lecane arcula
Lecane arcula är en hjuldjursart som beskrevs av Harry K. Harring 1914. Lecane arcula ingår i släktet Lecane och familjen Lecanidae. Inga underarter finns listade i Catalogue of Life.